# Казе Сопране (Парма)
Казе Сопране је насеље у Италији у округу Парма, региону Емилија-Ромања.
Према процени из 2011. у насељу је живело 13 становника. Насеље се налази на надморској висини од 934 м.